# Ugo Malaguti
Ugo Malaguti (geboren am 21. Juli 1945 in Bologna; gestorben am 26. September 2021 ebenda) war ein italienischer Science-Fiction-Autor, -Herausgeber, -Verleger und Übersetzer.

## Leben
Malaguti begann Anfang der 1960er Jahre SF-Kurzgeschichten zu veröffentlichen. Ein erster Roman (Gli eredi del cielo) erschien 1961. Außerdem gab er bei dem Verlag La Tribuna in Bologna eine Buchclub-SF-Reihe heraus sowie die Taschenbuchreihe La Bussola SF. Von 1965 bis 1970 war er Herausgeber des Monatsmagazins Galassia. 1967 gründete er den SF-Verlag Libra, der seine Titel ausschließlich im Direktversand vertrieb. Hier erschienen das angesehene Magazin Nova Sf* sowie mehrere SF-Reihen (Slan, Classici und Saturno). Der Verlag Libra wurde 1985 zu Perseo und 2008 zu Elara.
Als Malagutis wichtigstes Werk gilt Il palazzo nel cielo (1970, deutsch als Palast hinter den Wolken), in dem eine auf 30 Milliarden angewachsene Menschheit dem Untergang geweiht ist und das letzte überlebende Wesen ein als Bewahrer der Erinnerungen der Menschen gebauter Supercomputer.
Von großer Bedeutung für die italienische Science-Fiction war Malaguti auch als Übersetzer zahlreicher klassischer Science-Fiction-Romane aus dem Englischen, die unter anderem in der Reihe Classici della fantascienza erschienen. Malaguti starb im September 2021 nach langer Krankheit im Alter von 76 Jahren in Bologna.

## Bibliografie
Romane
- Gli eredi del cielo (1961)
- Orgia di sangue (1961)
- I giganti immortali (1963)
- Il sistema del benessere (1965)
- I figli del grande nulla (1965)
- S.O.S. per la galassia (1965)
- Satana dei miracoli (1966)
- La ballata di Alain Hardy (1968)
- L'odissea di Alain Hardy (1968)
- Il palazzo nel cielo (1970)
  - Deutsch: Palast hinter den Wolken. Moewig Science Fiction #3686, 1985, ISBN 3-8118-3686-2.
- La macchina dei sogni (1973)
- La pagoda (1989)
- Una storia tra i monti (2001)

Sammlungen
- Storie d'ordinario infinito (1988)
- Cronache di un antico avvenire (2016)

Kurzgeschichten
- Sonno di millenni (1960)
- Sulle tracce degli dei (1961)
- Un uomo verso Venere (1961)
- La città segreta (1961)
- Il disperso di Oberon (1961)
- Le reti di Vega (1961)
- Il ribelle di Alfanar (1961)
- Speranza da "Proxima" (1961)
- I demoni di Urano (1961)
- Il circolo del tempo (1962)
- Il giardino di Dialphar (1962)
- Maglia gialla (1962)
- Frammenti di cristallo (1962)
- La pineta del tramonto (1962)
- Il crepuscolo degli Dei (1962)
- Diritto di voto (1962)
- I figli del sole (1962)
- Chi ha ucciso il pettirosso? (1963)
- L'agguato (1963)
- I sette nomi dell'infinito (1963)
- Toreador (1963)
- Ministero istruzione (1963)
- L'ultimo nemico (1964)
- Il terrore delle bolle di fuoco (1964)
- "Ai figli di Atlas" (1964)
- Qui radio Sirio (1964)
- L'apprendista stregone (1964)
- Gli uomini delle stelle (1964)
- Tiro al piccione (1964)
- Addio alle stelle (1965)
- Quando verrà Maitreya (1965)
- Sulla Terra (1965)
- Verso lo spazio (1965)
- Dopo la fine (1965)
- Il sogno di Lihn (1965)
- Gelida notte (1965)
- Festa di primavera (1965)
- Soluzione critica (1965)
- Il trabiccolo atomico (1965, auch als La Rosa Bianca, 2001)
- Il ghetto di Milano (1965)
- Sei diventata nera (1965)
- Silenzioso messaggio (1966)
- Fino all'ultima generazione (1966)
- Dieci problemi e uno scrittore (1967)
- Di alcuni delitti, a Londra (1968)
- La fenice (1978)
  - Deutsch: Der Phönix. In: Wolfgang Jeschke (Hrsg.): Gogols Frau. Heyne Science Fiction & Fantasy #5090, 1994, ISBN 3-453-07259-6.
- Il confine (1980)
- Di ghiaccio e di stelle (1985)
- Cinque favole immorali (1985)
- La gemma di Nazca (1989)
- Il giullare (1989)
- La giornata di un pover'uomo (1989)
- Decadenza (1989)
- A un passo di distanza (1989)
- Ritorno a casa (1989)
- Elegia (1989)
  - Deutsch: Elegie. In: Wolfgang Jeschke (Hrsg.): Der Fensterjesus. Heyne Science Fiction & Fantasy #4880, 1992, ISBN 3-453-05396-6.
- Probabilità zero (1996)
- Entropia (1998)
- Dialogo (1998)
- Verso il confine dell'aurora (1998)
- 29 marzo 2006. Buon compleanno, Lino (2006)